# 傑西·亞瑟
小傑西·T·亞瑟（英語：Jessie T. Usher, Jr.，1992年2月29日—）是一名美國男演員，較出名的演藝作品為Starz的電視劇《星路多懊悔》。2016年，亞瑟與比爾·普曼、連恩·漢斯沃及傑夫·高布倫共同主演電影《ID4星際重生》。他也主演了2019年動作犯罪片《新殺戮戰警》，飾演主角約翰·雪夫的兒子。

## 早期生活與教育
小傑西·T·亞瑟（Jessie T. Usher, Jr.）於1992年2月29日出生於美國馬里蘭州的銀泉，是傑西·T·亞瑟（Jessie T. Usher）與茱蒂·俄沙（Judith Usher）的兒子。在姊姊傑西塔（Jesstia）接拍電視廣告後，5歲的亞瑟首次顯現出他對表演的興趣。他的首部演藝作品是美國食品公司奧斯卡·麥爾公司的商業廣告。2003年，亞瑟一家搬至洛杉磯住，幫助他進一步拓展事業。亞瑟在15歲時就從高中畢業。他還曾在大學學習烹飪。

## 事業
2005年，他出演了他第一部正式的演藝作品——CBS電視劇《失蹤現場》，飾演一名小角色馬爾科姆（Malcolm）。2007年，亞瑟客串出演迪士尼頻道電視劇《孟漢娜》的其中一集。2008年至2010年，亞瑟出演了電視劇《林肯崗》、《數字搜查線》、《超感警探》、《夏令營》（Summer Camp）及《特種部隊：叛徒》。2011年，亞瑟主演了卡通頻道的電視電影《遊戲變身》。該片衍生出了一系列電視劇，亞瑟在劇中回歸飾演他在《遊戲變身》裡的角色萊爾·霍金森（Lyle Hugginson）。該劇共有2季。後來，亞瑟在2013年紀錄片《少年》中為美國男孩配音。《少年》於2013年4月20日在翠貝卡電影節上首映。隔年，他在《攻無不克》中客串出演。2014年3月，他主演了電視劇《星路多懊悔》。該劇於2014年10月首播，亞瑟飾演的角色為凱姆·卡洛威（Cam Calloway）。
2015年，亞瑟參演《ID4星際終結者》（1996年）的續集，飾演角色狄倫·希勒（Dylan Hiller），與其他演員比爾·普曼、連恩·漢斯沃及傑夫·高布倫同台飆戲。該片於2016年6月24日在美國上映，並獲得負面居多的評價。同年，他簽約參演以聖誕節為主題的喜劇劇情片《麥耶斯家的聖誕節》，與丹尼·葛洛佛及金柏莉·艾莉絲一同擔綱主演。《麥耶斯家的聖誕節》於2016年11月11日在美國上映，評價一般。2017年8月，據報導，亞瑟將主演1971年邪典電影《黑街神探》的第四部續集《新殺戮戰警》，詮釋前作《殺戮戰警》（2000年）主角約翰·雪夫的兒子，同時也是原作主角老約翰·雪夫的孫子。該片於2019年6月14日在美國院線上映，並於6月28日由Netflix在全球發布。2018年1月，亞瑟簽約出演亞馬遜影業的電視劇《黑袍糾察隊》，飾演的角色為「高鐵俠」（A-Train）。該劇改編自蓋斯·恩尼斯和德瑞克·羅伯森的同名漫畫，將於2019年7月26日首播。2018年11月，據Deadline.com報導，亞瑟將出演喬治·諾爾菲執導的新作《幕後大亨》。2019年5月，亞瑟加入驚悚片《危險謊言》（當時公布的片名為Windfall）的演員陣容。

## 作品列表

### 電影
| 年份   | 片名                                        | 角色                         | 附註   | 來源  |
| ------ | ------------------------------------------- | ---------------------------- | ------ | ----- |
| 2010年 | 《找回心方向》                              | 籃球青少年                   |        | [ 2 ] |
| 2013年 | 《InAPPropriate Comedy》                    | Jamal 賈馬爾                 |        | [ 2 ] |
| 2013年 | 《少年》                                    | 美國男孩（配音）             | 紀錄片 | [ 2 ] |
| 2014年 | 《攻無不克》                                | Tayshon Lanear 泰尚·藍尼爾   |        | [ 2 ] |
| 2016年 | 《All Part of the Game: Part 1 Freethrows》 | Jay 傑伊                     | 短片   | [ 2 ] |
| 2016年 | 《ID4星際重生》                             | Dylan Hiller 狄倫·希勒       |        | [ 2 ] |
| 2016年 | 《麥耶斯家的聖誕節》                        | Evan Meyers 埃文·麥耶斯      |        | [ 2 ] |
| 2019年 | 《新殺戮戰警》                              | John Shaft Jr. 約翰·雪夫二世 |        | [ 2 ] |
| 2020年 | 《幕後大亨》                                | Tony Jackson                 |        | [ 2 ] |
| 2020年 | 《危險謊言》                                | Adam Kettner                 |        | [ 2 ] |
| 2021年 | 《海豹小戰隊》                              | Quinn                        | 配音   | [ 2 ] |
| 2022年 | 《微笑》                                    | 崔佛                         |        |       |

### 電視劇
| 年份           | 電視劇名                      | 角色                                     | 附註                                                           | 來源  |
| -------------- | ----------------------------- | ---------------------------------------- | -------------------------------------------------------------- | ----- |
| 2005年         | 《失蹤現場》                  | Malcolm 馬爾科姆                         | 演出集數：《Neither Rain Nor Sleet》                           | [ 2 ] |
| 2007年         | 《孟漢娜》                    | 某人                                     | 演出集數：《Cuffs Will Keep Us Together》                      | [ 2 ] |
| 2008年         | 《林肯崗》                    | Baby G                                   | 演出集數：《Glass House》                                      | [ 2 ] |
| 2008年         | 《數字搜查線》                | 盜賊#1                                   | 演出集數：《Frienemies》                                       | [ 2 ] |
| 2009年         | 《超感警探》                  | Daniel Brown 丹尼爾·布朗                 | 演出集數：《Red Rum》                                          | [ 2 ] |
| 2009年         | 《犯罪心理》                  | Daniel 丹尼爾                            | 演出集數：《To Hell... And Back》                              | [ 2 ] |
| 2010年         | 《夏令營》                    | R.J.                                     | 電視電影                                                       | [ 2 ] |
| 2010年         | 《特種部隊：叛徒》            | Ray 雷                                   | 演出集數：《The Anomaly》（配音）                              | [ 2 ] |
| 2011年         | 《遊戲變身》                  | Lyle 萊爾                                | 電視電影                                                       | [ 2 ] |
| 2011年至2012年 | 《遊戲變身》                  | Lyle / Lyle Hugginson 萊爾 / 萊爾·霍金森 | 主角                                                           | [ 2 ] |
| 2014年至2017年 | 《星路多懊悔》                | Cam Calloway 凱姆·卡洛威                 | 主角                                                           | [ 2 ] |
| 2019年至今     | 《黑袍糾察隊》                | A-Train 「火車頭」                       | 主要角色                                                       | [ 2 ] |
| 2020年         | 《馬蓋先》                    | Vincent Broulee                          | 演出集數：《Resort + Desi + Riley + Window Cleaner + Witness》 |       |
| 2022年         | 《Tales of the Walking Dead》 | Davon                                    | 演出集數：《Davon》                                            |       |

## 外部連結
- 傑西·亞瑟在互联网电影资料库（IMDb）上的資料（英文）